# HQ-2
HQ-2 oder Hóng Qí-2 (chinesisch 紅旗-2 / 红旗-2, Pinyin Hóng Qí-2, auf Deutsch: Rote Fahne -2) ist ein Mittel-/Langstrecken-Boden-Luft-Lenkwaffensystem, das in der Volksrepublik China entwickelt wurde und heute noch vereinzelt von der Volksbefreiungsarmee verwendet wird. Es handelt sich um eine modifizierte Variante des russischen S-75-Flugabwehrraketensystem „Dwina“, das von der VR China zugekauft wurde.

## Entwicklungsgeschichte
Das sowjetische Boden-Luft-Raketensystem S-75 (SA-2 Guideline) wurde 1956 in die Streitkräfte der UdSSR eingeführt und konnte erfolgreich bei der Bekämpfung von US-Luftfahrzeugen, die unerlaubt in den Sowjetluftraum eindrangen, eingesetzt werden. Aufgrund dieser positiven Einsatzerfahrungen beschaffte die VR China Anfang 1960 eine begrenzte Anzahl von sowjetischen S-75-Raketen, zudem konnte eine Erlaubnis zur Lizenzproduktion erlangt werden. Dabei handelte es sich um die modernsten Flugabwehrmitteln der Volksbefreiungsarmee. Bereits kurz nach der Einführung konnten chinesische S-75 diverse taiwanesischen und US-amerikanische Aufklärungsflugzeuge der Typen RB-57 und U-2 erfolgreich bekämpfen. Vor dem Hintergrund des chinesisch-sowjetischen Zerwürfnisses in den 1960er-Jahren stellte die UdSSR die Kooperation mit der VR China ein. Fortan erfolgte die heimische Produktion des S-75 unter der Bezeichnung HQ-1. Nachdem die USA ihre Aufklärungsflugzeuge mit ECM-Technik ausgestattet hatten, verloren die HQ-1-Flugabwehrraketen ihre Wirkung und einer Weiterentwicklung war dringend erforderlich. Im Jahr 1966 folgte schließlich die Einführung der HQ-2. In den folgenden Jahrzehnten wurden die HQ-2-Raketen laufend verbessert und befinden sich in Kombination mit modernen Radaranlagen noch heute im Einsatz.

## Funktionsweise
Das System HQ-2 besteht aus zweistufigen radargelenkten Raketen, einem Frühwarnradar P-12 (NATO-Codename: Spoon Rest) mit einer Reichweite von bis zu 275 km und zwei Feuerleitradare der Typen SJ-202 Gin Sling A und the 2FA(B) Gin Sling B, die Kopien des sowjetischen RSNA-75 (NATO-Codename: Fan Song), Reichweite 60–145 km, sind.
Eine Bodenstation fasst das Ziel per Radar auf und lenkt die Rakete über Funkbefehle. Das Leitsystem in der ursprünglichen Version konnte wahrscheinlich nur ein Ziel auf einmal erfassen und mit bis zu drei Raketen bekämpfen. Um Ausweichmanövern des Piloten zu begegnen, wurde meist ein Abstand von mehreren Sekunden zwischen den Starts gewählt. Transportiert werden die Raketen mithilfe eines Anhängers, der von einem 6×6-LKW gezogen wird.
Typischerweise besteht eine Stellung aus sechs Raketenstartern mit je einer Rakete, die im Abstand von etwa 100 m hexagonal angeordnet sind. In der Mitte befinden sich die Radar- und Kontrollsysteme sowie bis zu 18 weitere Raketen zum Nachladen. Je nach Geschwindigkeit des anfliegenden Ziels und der daraus resultierenden „Begegnungszeit“ kann die Splitterzone des Gefechtskopfes in Richtung nach vorn, seitlich oder hinten variiert werden. Die Zündung erfolgt durch einen funkelektronischen Annäherungszünder. Die Vernichtung des Zieles selbst wird von den mit hoher kinetischer Energie fliegenden Teilen der Splitterummantelung des 190 kg schweren Gefechtskopfes verursacht.

## Versionen
- HQ-1: Lizenzproduktion der sowjetischen S-75.
- HQ-2: Ursprüngliche Version.
- HQ-2A (HongQi 2A): Die Entwicklungsarbeiten an der Version HQ-2A begannen im Jahr 1973. Einsatzerfahrungen der S-75 aus dem Vietnamkrieg nahmen wesentlichen Einfluss auf diese Version. Insbesondere sollte die Störanfälligkeit gegenüber ECM-Maßnahmen minimieren und die Bekämpfung gegen tiefer fliegende Luftziele verbessert werden. Insgesamt wurden 144 Modifikationen vorgenommen, darunter wurde eine elektrooptische TV-Ziellenkung hinzugefügt. Im Jahr 1984 erfolgte die Serienfertigung.[6][3]
- HQ-2B (HongQi 2B): Der chinesisch-vietnamesischer Krieg beförderte die Idee einer Mobilisierung der HQ-2, die bisher, so auch die S-75 im Warschauer Pakt, als stationäres Luftverteidigungssystem konzipiert war. Auf einem kettengetriebenen Chassis des Typs WXZ204 befand sich die Lafette mit der Flugabwehrrakete.[6]
- HQ-3 (HongQi 3): Konzipiert in den 1960er-Jahren, um moderne US-Spionageluftfahrzeuge wie der Lockheed SR-71 entgegenwirken zu können. Nach tendenziell enttäuschenden Testergebnissen erfolgte keine Serienfertigung.[3]
- HQ-4 (HongQi 4): Modernisierungsvorhaben für bestehende „HongQi 1/S-75“-Raketen; In Konzeption ähnlich zur HQ-3. Das Vorhaben wurde schließlich nicht weiter verfolgt.[3]
- TuQiang 2: Zieldarstellungsdrohne.
- M-7: Boden-Boden-Rakete, die aus der HQ-2 entwickelt wurde und die Bezeichnung „Projekt 8610“ erhielt. Berichten zufolge wurde diese Raketenversion in den 1980er-Jahren unter dem Exportnamen M-7 in den Iran (dortige Bezeichnung: Tondar 69)[7] und nach Nordkorea verkauft.[3]

## Technische Daten
Für die Versionen HQ-2, HQ-2A, HQ-2B und M-7 sind folgende Daten bekannt.
|                                                       | HQ-2                  | HQ-2A                 | HQ-2B                 | M-7                   |
| ----------------------------------------------------- | --------------------- | --------------------- | --------------------- | --------------------- |
| Länge der Rakete                                      | 10,649 m              | 10,649 m              | 10,8 m                | 10,8 m                |
| Durchmesser 2. Stufe                                  | 0,5 m                 | 0,5 m                 | 0,5 m                 | 0,5 m                 |
| Durchmesser 1. Stufe                                  | 0,65 m                | 0,65 m                | 0,65 m                | 0,65 m                |
| Startmasse                                            | 2.211 kg              | 2.211 kg              | 2.326 kg              | 2.650 kg              |
| Dienstgipfelhöhe                                      | 12–32 km              | 1–27 km               | 0,5–27 km             | -                     |
| Reichweite                                            | 12–32 km              | 8–34 km               | 7–34 km               | 150 km                |
| Höchstgeschwindigkeit                                 | 1.150 m/s             | 1.200 m/s             | 1,250 m/s             | unbekannt             |
| Sprengkopf                                            | 190 kg High Explosive | 190 kg High Explosive | 190 kg High Explosive | 250 kg High Explosive |
| Prozentuale Trefferwahrscheinlichkeit gegen Luftziele | 68 %                  | 73 %                  | 92 %                  | -                     |

## Nutzer
- Volksrepublik China
- Iran: 14 Batterien, mehrere hundert Raketen.[1][8] Die iranische Rüstungsindustrie baute die HQ-2-Raketen mit dem Namen Sayyad-1 nach.
- Pakistan: 1 Batterie und 40 Raketen im Jahr 1983 erhalten.[8]
- Nordkorea
- Albanien